# Артур Оганесян (боксер)
Артур Оганесян (вірм. Արթուր Հովհաննիսյան; 23 березня 1996, Гюмрі) — вірменський боксер, чемпіон Європейськи ігор.

## Аматорська кар'єра
Артур Оганесян займався боксом змалку. 2014 року брав участь у чемпіонаті світу серед молоді.
На чемпіонаті Європи 2015 програв у першому бою Тінко Банабакову (Болгарія).
На Олімпійських іграх 2016 програв у першому бою Самуелю Кармона (Іспанія).
На чемпіонаті Європи 2017 програв у першому бою Євгенію Кармільчику (Білорусь).
На Європейських іграх 2019 став чемпіоном.
- В 1/8 фіналу переміг Євгена Кармільчика (Білорусь) — 5-0
- У чвертьфіналі переміг Косміна Гирляну (Румунія) — 4-1
- У півфіналі переміг Регана Делі (Ірландія) — 3-2
- У фіналі переміг Сахіла Алахвердові (Грузія) — 4-1

На чемпіонаті світу 2019 здобув дві перемоги, а у чвертьфіналі програв Сакену Бібоссінову (Казахстан).
На чемпіонаті світу 2021 в категорії до 51 кг програв у другому бою Роско Гілл (США).
На чемпіонаті Європи 2022 програв у першому бою Мартіну Моліна (Іспанія).